# そらの音楽祭
『そらの音楽祭』（そらのおんがくさい） は、テレビアニメ『そらのおとしもの』のキャラクターソングアルバム。2010年3月10日にコロムビアミュージックエンタテインメントからリリースされた。

## 概要
- 各キャラクターの持ち歌に加え、劇中で使用されたBGMが収録されている。
- ジャケットには、月見そはらがドラムスを叩き、後方で守形英四郎がその様子を見ているイラストがプリントされている。
- 音楽は岩崎元是が手掛けている。

## 収録曲
1. チクチク・B・チック （CD Full Version）[4:34]
歌：桜井智樹（保志総一朗）
作詞：水無月すう、作曲・編曲：三浦誠司
2. BGM I：登校風景 [2:36]
3. キミにChop!!! [3:36]
歌：見月そはら（美名）
作詞：三浦誠司、作曲：大渕桃子、編曲：草野よしひろ
4. BGM II：右手に銃 [2:24]
5. Neo=Frontier Spirit [4:48]
歌：守形英四郎（鈴木達央）
作詞：三浦誠司、作曲・編曲：増田達行
6. BGM III：ジャングルジム [1:59]
7. Princess 37564 [4:18]
歌：五月田根美香子（高垣彩陽）
作詞：三浦誠司、作曲：南陽子、編曲：三浦誠司
8. BGM IV：不思議に満ちた世界 [2:01]
9. 反則メタモルフォーゼ [4:03]
歌：トモ子（藤田咲）
作詞：三浦誠司、作曲・編曲：Funta7
10. BGM V：空の女王〜ウラヌス・システム [4:48]
11. 許してsweet heart [4:58]
歌：ニンフ（野水伊織）
作詞：深青結希、作曲：岩田雅之、編曲：笹本安詞
12. BGM VI：ありがとう [3:11]
13. fallen down （CD Full Version）[3:59]
歌：イカロス（早見沙織）
作詞：水無月すう、作曲・編曲：マルヤマテツオ